# Mike Sands
Michael ("Mike") Sands (1º luglio 1953) è un ex atleta bahamense.

## Biografia
Partecipò a due edizioni dei Giochi olimpici ricoprendo in entrambi i casi il ruolo di portabandiera alla cerimonia di apertura. A Monaco di Baviera 1972, dopo aver superato il primo turno dei 100 metri giungendo secondo nella sua batteria alle spalle del futuro campione olimpico Valerij Borzov, fu eliminato nei quarti di finale. Superò il primo turno anche nella gara dei 200 metri, ma rinunciò a prendere il via ai quarti di finale. Disputò infine il primo turno della staffetta 4×100, dove corse l'ultima frazione portando la sua squadra al quinto posto, insufficiente a qualificarsi per le semifinali.
Quattro anni dopo, a Montréal 1976, superò il primo turno nella gara dei 100 metri, ma rinunciò a prendere il via ai quarti di finale. Superò anche il primo turno dei 400 metri giungendo secondo nella sua batteria alle spalle dello statunitense Herman Frazier, futura medaglia di bronzo; fu poi eliminato nei quarti di finale giungendo a 6 centesimi dal quarto posto che lo avrebbe qualificato alle semifinali.
Nel 1975 fu il primo atleta bahamense a vincere una medaglia d'oro ai Campionati centroamericani e caraibici di atletica leggera gareggiando sui 400 metri. Nello stesso anno vinse la medaglia di bronzo sui 200 metri ai Giochi panamericani di Città del Messico.

## Palmarès
| Anno | Manifestazione                         | Sede              | Evento          | Risultato | Prestazione | Note |
| ---- | -------------------------------------- | ----------------- | --------------- | --------- | ----------- | ---- |
| 1975 | Campionati centroamericani e caraibici | Ponce             | 400 metri piani | Oro       |             |      |
| 1975 | Giochi panamericani                    | Città del Messico | 200 metri piani | Bronzo    | 20"98       |      |